# Stenopogon flavibarbis
Stenopogon flavibarbis är en tvåvingeart som beskrevs av Günther Enderlein 1934. Stenopogon flavibarbis ingår i släktet Stenopogon och familjen rovflugor. Inga underarter finns listade i Catalogue of Life.